# Classe 66/4
La Classe 66/4 est une sous-série de locomotives diesel de la Classe 66 des chemins de fer britanniques comprenant dix machines.

## Caractéristiques
Direct Rail Services avait initialement opté pour l'emploi des anciennes séries héritées de British Rail appartenant aux classes 20, 33, 37 et 47, mais le succès de la conception des locomotives Classe 66 auprès d'EWS et de Freightliner incita la compagnie à acheter dix machines de ce type.
Elles peuvent se distinguer des autres locomotives bleues de la série 66/7 de GB Railfreight à leur cabine de conduite bleue (et non pas orange), au logo DRS et à la traverse de tête rouge.

## Sous séries
Sous-séries de la Classe 66
- 66/0
- 66/4
- 66/5
- 66/6
- 66/7
- 66/9